# Борки (Лотошинский район)
Борки́ — деревня в Лотошинском районе Московской области России.
Относится к Ошейкинскому сельскому поселению, до реформы 2006 года относилась к Ушаковскому сельскому округу. По данным Всероссийской переписи 2010 года численность постоянного населения деревни составила 10 человек (6 мужчин, 4 женщины).

## География
Расположена на ответвлении автодороги Р107 Клин — Лотошино, примерно в 17 км к востоку от районного центра — посёлка городского типа Лотошино. Восточнее — пруды рыбкомбината «Лотошинский». Ближайшие населённые пункты — деревни Шубино, Власово, Кузяево и посёлок Большая Сестра.

## Исторические сведения
До 1929 года входила в состав Ошейкинской волости 2-го стана Волоколамского уезда Московской губернии.
По сведениям 1859 года в деревне было 10 дворов, проживало 74 человека (36 мужчин и 38 женщин), по данным на 1890 год число душ мужского пола составляло 34, по материалам Всесоюзной переписи населения 1926 года проживало 194 человека (102 мужчины, 92 женщины), насчитывалось 35 крестьянских хозяйств.

## Население
| 1859 | 1926 | 2002 | 2006 | 2010 |
| ---- | ---- | ---- | ---- | ---- |
| 74   | ↗194 | ↘0   | →0   | ↗10  |

## Уроженцы
В деревне Борки родился Николай Степанович Котлов (2 декабря 1918 — 2 июня 1943) — лётчик-истребитель, участник Великой Отечественной войны. Награждён орденом Красного Знамени, посмертно — орденом Отечественной войны I степени. В 2007 году в средней общеобразовательной школе деревни Ушаково открыт памятный бюст герою.

## Память
6 мая 2010 года у деревни была произведена закладка камня будущего строительства мемориального комплекса в память о павшим в боях за освобождение района от фашистских захватчиков воинов 1-й Ударной армии, половина стрелковых бригад которой к 1 января 1942 г. вышла на линию Теребетово — Круглово — Бренево — Плаксино — Шубино — Матвейково. Остальные части армии вышли на линию Телегино — Шилово — Ярополец — Алферьево — Владычино. Деревня Борки находится приблизительно в середине линии расположения войск, в связи с чем была выбрана местом строительства будущего мемориала.